# بدلوت
بدلوت (به انگلیسی: Badlot) یک منطقهٔ مسکونی در پاکستان است که در ناحیه جهلم واقع شده‌است. بدلوت ۲۳۱ متر بالاتر از سطح دریا واقع شده‌است.